# Piton de Takamaka
Pour les articles homonymes, voir Piton (homonymie).
Le piton de Takamaka est un sommet de montagne de l'île de La Réunion, département d'outre-mer français dans le sud-ouest de l'océan Indien. Culminant à 931 mètres d'altitude, ce monticule est situé sur le territoire de la commune de Saint-Philippe. Sa base a été partiellement engloutie par une coulée de lave émise lors d'une éruption du Piton de la Fournaise en 1986.